# Pimpla alishanensis
Pimpla alishanensis là một loài tò vò trong họ Ichneumonidae.